# Huracán Alberto (1982)
El huracán Alberto dio como resultado la mayor inundación en Cuba de los últimos 32 años. Fue la primera tormenta tropical y huracán de la temporada de huracanes en el Atlántico de 1982. El Alberto se originó a partir de un disturbio tropical el 2 de junio en el sur del golfo de México.
Rápidamente se organizó para obtener el estatus de huracán al día siguiente, la fecha más temprana en que se presentó un huracán en el océano Atlántico desde el huracán Alma en mayo de 1970. Poco después alcanzó vientos máximos de 140 km/h, y Alberto rápidamente se debilitó debido a la aproximación de vientos del nivel superior. Los primeros pronósticos notificaban que el huracán continuaría con dirección noreste yendo hacia la Florida; pero giró bruscamente hacia el oeste y vagó erráticamente durante varios días a través del este del golfo de México antes de disiparse el 6 de junio.
El Alberto produjo fuertes lluvias al oeste de Cuba, causando inundaciones rápidas y daños severos. La tormenta dañó a 8745 casas y destruyó 154 edificios, dejando a cientos sin hogar. Las intensas precipitaciones persistieron en el país varias semanas después de la tormenta, se estima que el daño que causó el Alberto fue por un monto de 85 millones de dólares (1982 USD, 178 millones de USD de 2006 ). Al menos 23 personas fallecieron en el país. Inicialmente, se pronosticó que el Alberto siguiera un trayecto noroeste y golpeara a Florida, aunque un cambio de dirección y su rápido debilitamiento dieron como resultado efectos menores en ese estado.

## Evolución meteorológica

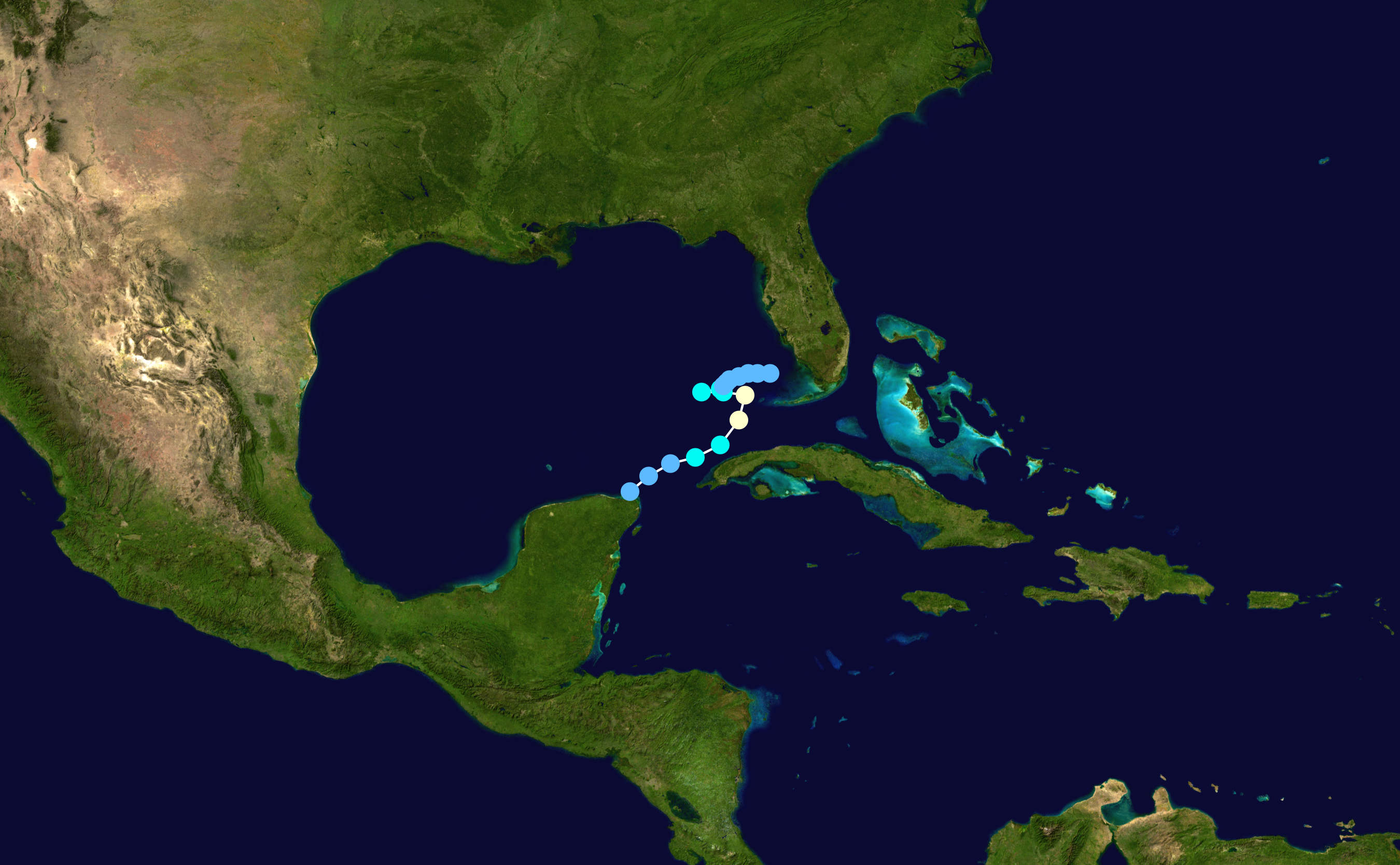
Trayecto de la tormenta.

A finales de mayo, un disturbio tropical se desarrolló gradualmente sobre la porción noroeste del mar Caribe. Se desplazó al oeste en la península de Yucatán, y el 1 de junio la convección se organizó en un patrón circular de nubes, asociándose con un área de[baja presión. El sistema fue rastreado hacia el noreste, hacia el golfo de México, mientras continuaba organizándose, y subsecuente a la formación de una circulación de bajo nivel se convirtió en depresión tropical número uno mientras se encontraba a 65 km al nornoroeste de Cancún. Una aeronave de reconocimiento confirmó la existencia de la depresión tropical ese mismo día. En la mañana del 3 de junio, se estimó que la depresión se intensificó convirtiéndose en la tormenta tropical Alberto mientras se encontraba a 240 km al nornoroeste de la punta oeste de Cuba, según informe de una embarcación a 75 km/h, el viento alcanzó 185 km al sur de su centro. Un vuelo de la Fuerza aérea de los Estados Unidos fue programado para viajar dentro de la tormenta, pero no fue aprobado por el gobierno cubano ya que invadiría su espacio aéreo.
El Alberto tomó rápidamente fuerza al avanzar al noreste a través del sureste del golfo de México, y se intensificó convirtiéndose en huracán aproximadamente nueve horas después de obtener el nivel de tormenta tropical. Al final del día 3 de julio, el Alberto obtuvo sus máximos registros con vientos de 140 km/h al estar alrededor de 195 km al oeste-suroeste de Key West, Florida. Poco después de alcanzar su máxima intensidad, fuertes vientos del oeste en el nivel superior impactaron la profunda convección de la tormenta. A principios del día 4 el Alberto se debilitó llegando a nivel de tormenta tropical después de girar bruscamente al oeste debido a corrientes de débil dirección. Vagó erráticamente mientras la circulación se expuso, y a principios del día siguiente degeneró en una depresión tropical sin convección. Como depresión tropical, el Alberto avanzó al este-noreste y después giró hacia el este, para que en la tarde del 6 de junio se disipara cuando se encontraba a 115 km de distancia de las costas de la Florida.

## Prevención
Debido a su repentino desarrollo y a la proyección de su trayectoria hacia el suroeste de la Florida, el Centro Nacional de Huracanes publicó una advertencia de tormenta tropical y horas después una advertencia de huracán desde Dry Tortugas hasta Marathon, en Florida Keys y a lo largo de la línea costera del suroeste llegando hasta el norte en Fort Myers. Un aviso de huracán fue emitido desde Marathon hasta la ensenada de Jupiter. Para el momento de la advertencia de huracán, Alberto se había movido sin cesar al noreste; extrapolando su movimiento que indicaba que tocaría tierra en Key West 12 horas después y tierra continental en Key Largo en las siguientes 24. En añadidura la mayoría de los modelos por computadora predijeron que el Alberto continuaría hacia el noreste a través del sur de la Florida. Solamente un modelo, no disponible sino hasta después, sugirió una debilidad en las corrientes de dirección que prevendrían que tocara tierra en Florida. Las autoridades ordenaron evacuaciones obligatorias a lo largo de la costa sudoeste de Florida. Más de 1000 personas dejaron sus hogares para permanecer en nueve albergues de emergencia. Air Florida canceló todos sus vuelos de Miami a Key West. Muchos residentes del sur de Florida fueron incapaces de evacuar hacia tierra firme, con tan solo 50 personas de Cayo Oeste evacuando hacia cuatro refugios de emergencias situados en la ciudad. Las autoridades cerraron las escuelas de Monroe County al mediodía del 3 de junio y mandaron a los empleados de la ciudad y del condado que no eran esenciales a casa.

## Impacto
Las franjas de nubes del Alberto produjeron fuertes precipitaciones y rápidas inundaciones a través del oeste de Cuba. Las lluvias alcanzaron 1012 mm, la cuarta marca de precipitación en ese país desde 1963. Cientos de cubanos fueron dejados sin hogar debido a las inundaciones. Más de 50 000 fueron evacuados como resultado de las inundaciones, que fueron descritas como las peores inundaciones de la región noroeste del país desde 1950. La tormenta derrumbó cerca de 250 000 árboles de plátano y dañó cerca de 8745 casas, incluyendo 71 casas destruidas en la provincia de Pinar del Río y 83 edificios colapsados en la capital La Habana. Seis fábricas en la provincia de La Habana también fueron dañadas. A través del oeste de Cuba, el paso del Alberto dejó varios distritos en La Habana sin electricidad y con bloqueos en el telégrafo, teléfono y el servicio de correo. El ejército cubano se desplegó para rescatar a los atrapados en sus residencias por la inundación y para retirar árboles caídos. Dos días después de su más próximo acercamiento, el registro de muertes se situó en 11, y se elevó a 23 al día siguiente. La cifra total de fallecidos se reportó como de 23 o 24, con un reporte indicando 17 personas desaparecidas; la provincia de Pinar del Río reportó al menos 20 muertes y La Habana reportó 3. Fuertes precipitaciones continuaron por semanas después del paso del Alberto, dando como resultado severos daños a las plantaciones de tabaco. 900 000 kg de cosechas recientemente terminadas fueron destruidas cuando los vientos y la lluvia dañaron los centros de almacenamiento; 1.3 millones kg de hojas de tabaco fueron también dañadas. En la provincia de Pinar del Río, los efectos del Alberto incluyeron cientos de viviendas destruidas, miles dañadas y 400 cabezas de ganado ahogadas. Los daños alcanzaron cifras de 85 millones de dólares (1982 USD, $178 millones 2006 USD).
Vientos con fuerza de vendaval y fuertes lluvias fueron reportadas en el sur de Florida Keys; Key West reportó 160 mm durante un periodo de 24 horas, con un reporte de una estación en tierra indicando vientos máximos de 115 km/h en Dry Tortugas.  Lluvias moderadas fueron reportadas a lo largo del sur de la Florida y al este de los Cayos, y además alcanzando un nivel máximo de 418 mm en Tavernier. Alberto generó tres tornados y un remolino de agua en los Cayos de Florida , uno de los cuales fue en Stock Island causando severos daños a las embarcaciones. Uno de los tres tornados levantó a un auto en movimiento y lesionó levemente al conductor, mientras que otro derribó dos postes de teléfono en la Overseas Highway atrasando el tráfico una hora. El daño por los tornados totalizó 275 000 dólares(1982 USD, $575 000 2006 USD). Lejos de la costa, altas olas producidas por el Alberto por poco hunden un bote, aunque después sus ocupantes fueron rescatados ilesos.
A pesar de los daños y los fallecimientos, el nombre de Alberto no fue retirado; se utilizó nuevamente en 1988, 1994, 2000, y 2006.